# Wim Vriend
Willem (Wim) Jan Frederik Vriend (Amsterdam, 9 november 1941 – aldaar, 30 september 2021) was een Nederlandse waterpolospeler.
Wim Vriend nam als waterpoloër deel aan de Olympische Spelen van 1964. Hij eindigde hiermee met het Nederlands team op de achtste plaats. In 1964 maakte zijn broer Harry Vriend ook deel uit van de Olympische ploeg. In de competitie kwam Vriend onder andere uit voor Het Y uit Amsterdam.
Vriend werd 79 jaar oud.
Jan Bultman · 
Fred van Dorp · 
Henk Hermsen · 
Ben Kniest · 
Bram Leenards · 
Hans Muller · 
Wim van Spingelen · 
Nico van der Voet · 
Harry Vriend · 
Wim Vriend · 
Gerrit Wormgoor